# Ga Dongducheonjungang
Ga Dongducheon Jungang là ga xe lửa trên Tàu điện ngầm Seoul tuyến 1 và Tuyến Gyeongwon. Cái tên có nghĩa là nhà ga trung tâm Dongducheon. Nó còn được biết đến như Ga Eosu (phát âm uh-soo).

## Bố trí ga
| ↑ Bosan         |
| ４３ \| ２１ \| |
| Jihaeng ↓       |

| 1·2 | ●Tuyến 1 | → Hướng đi Uijeongbu · Đại học Kwangwoon · Guro · Incheon → |
| 3·4 | ●Tuyến 1 | ← Hướng đi Dongducheon · Soyosan · Yeoncheon                |

Kể từ tháng 11 năm 2017, cửa chắn sân ga trên sân ga 2 và sân ga 3 đã đi vào hoạt động.

## Lối thoát
- Lối thoát 1: bưu điện Saengyeon, bến xe buýt, trường tiểu học Sadong, Eosusageori, trung tâm sức khỏe cộng đồng Dongducheon, chợ Jangangjaerae, trung tâm cộng đồng Jungang-dong, Tổng công ty bảo hiểm y tế quốc gia
- Lối thoát 2: Bãi đậu xe
- Lối thoát 3: Tòa thị chính Dongducheon, Văn phòng khí tượng khu vực Dongducheon, trường trung học Dongduchon, trường cấp ba Dongducheon, công viên Saengyeongeullin, trường tiểu học Saengyeon, trường trung học nữ sinh Dongducheon
- Lối thoát 4: Bãi đậu xe